# John Dewey
John Dewey (20 tháng 10 năm 1859 - 1 tháng 6 năm 1952) là nhà triết học, tâm lý học và nhà cải cách giáo dục người Mỹ. Dewey là một trong những người đầu tiên phát triển triết học về chủ nghĩa thực dụng và là một trong những người sáng lập tâm lý học chức năng, các ý tưởng của ông có ảnh hưởng sâu sắc tới giáo dục và cải cách xã hội. Ông là một đại diện tiêu biểu của trào lưu tân giáo dục (progressive education) và chủ nghĩa tự do.
Ngoài nổi tiếng với các tác phẩm về giáo dục, John Dewey còn viết sách về nhiều chủ đề khác nhau, như kinh nghiệm, tự nhiên, nghệ thuật, logic, dân chủ và luân lý học.
Với việc ủng hộ cho dân chủ, Dewey coi hai thành tố nền tảng - nhà trường và xã hội dân sự - là hai chủ đề cần được quan tâm và xây dựng lại nhằm khuyến khích trí thông minh trải nghiệm (experimental intelligence). Dewey cho rằng dân chủ không thể đạt được chỉ bằng việc mở rộng quyền bầu cử, mà còn phải thông qua việc đảm bảo rằng ý kiến dư luận được hình thành một cách đầy đủ, điều này chỉ đạt được thông qua việc giao tiếp hiệu quả giữa người dân, chuyên gia và những nhà chính trị, trong đó các nhà chính trị phải chịu trách nhiệm cho những chính sách mà họ đưa ra.

## Cuộc sống và công việc
J.Dewey sinh ngày 20 tháng 10 năm 1859 trong một gia đình bình thường tại thành phố Burlington, Vermont. Tại đây, Dewey đã phải trải qua một nền văn hóa Thanh giáo New England nghiêm khắc cùng với lối giáo dục chuyên chế, mà sau này ông mô tả là " cảm giác bị đàn áp đau đớn".
Ông được giáo dục tại Đại học Vermont, lấy bằng cử nhân năm 1879. Sau 2 năm làm giáo viên ở một trường trung học thuộc Oil City, Pennsylvania và 1 năm tại một trường tiểu học ở một xã thuộc bang Vermont, năm 1882, J.Dewey, sau khi nhận ra là việc làm không thích hợp với mình, trở về học cao học tại đại học ở Đại học Johns Hopkins - một trường đi tiên phong trong giáo dục sau đại học theo mô hình Đức ở Mỹ. Ở đó, ông đã lấy bằng tiến sĩ năm 1884 với luận văn Tâm lý học của Kant mà đã bị thất lạc.
Dewey sau đó dạy triết tại University of Michigan (1884–1888 và 1889–1894) và University of Minnesota (1888). 1894 ông về làm trưởng khoa Triết học, Tâm lý học và Sư phạm tại University of Chicago, vừa mới mở được 4 năm. Từ năm 1904 ông là giáo sư tại Columbia University ở New York và về hưu ở đó 1930.
Từ 1899 tới 1900, Dewey là chủ tịch Hội Tâm lý học Hoa Kỳ và 1911 Hội Triết học Hoa Kỳ. Giữa năm 1919 và 1921 ông đi diễn giảng ở Nhật và Trung Quốc; 1928 ông sang Liên Xô tham quan trường học.
Dewey là một trong những thành viên sáng lập Liên đoàn Tự do Dân sự Hoa Kỳ và Viện Trung Quốc ở Hoa Kỳ. Giữa thập niên 1930 ông cũng làm việc trong một ủy ban xem xét những cáo buộc chống lại Leo Trotsky trong vụ án Moskva.
Ngoài những sách báo và bài viết hàn lâm, ông cũng viết những bài bình luận cho cho các tờ báo như The New Republic và Nation.

## Chủ nghĩa thực dụng và Công cụ luận
Mặc dù thỉnh thoảng Dewey gọi triết lý của mình là Thực dụng luận hơn là chủ nghĩa thực dụng, ông là một trong 3 nhân vật chính của chủ nghĩa thực dụng Hoa Kỳ. Nếu Chales Peirce (1839 - 1914) là người đặt nền móng cho Thực dụng luận; William James (1842 - 1910) là nhà thực dụng lỗi lạc nhất, thì John Dewey lại là nhà thực dụng có ảnh hưởng lớn nhất. 
Dewey chịu ảnh hưởng nhiều của triết lý Hegel, khác với James,mà theo truyền thống triết lý Vương quốc Anh, đưa nhiều tư tưởng Chủ nghĩa kinh nghiệm và Chủ nghĩa công lợi vào.

## Quan điểm về giáo dục
Những ý tưởng về dân chủ và cải cách xã hội liên tục được thảo luận trong các tác phẩm của Dewey về giáo dục. Dewey khẳng định rõ tầm quan trọng của giáo dục không chỉ là nơi để đạt được kiến thức nội dung mà còn là nơi để học cách sống. Trong mắt ông, mục đích của giáo dục không nên xoay quanh việc đạt được một tập hợp các kỹ năng được xác định trước, mà là việc nhận ra tiềm năng đầy đủ của một người và khả năng sử dụng những kỹ năng đó vì lợi ích lớn hơn. Ông lưu ý rằng "để chuẩn bị cho một người cho cuộc sống tương lai có nghĩa là cho người đó quyền chỉ huy của chính mình; nghĩa là đào tạo người đó để người đó có thể sử dụng đầy đủ và sẵn sàng tất cả các năng lực của mình" (Tín điều sư phạm của tôi, Dewey, 1897).
Ngoài việc giúp học sinh nhận ra tiềm năng đầy đủ của mình, Dewey tiếp tục thừa nhận rằng giáo dục và trường học là công cụ tạo ra sự thay đổi và cải cách xã hội. Ông lưu ý rằng "giáo dục là quy định của quá trình đi đến chia sẻ trong ý thức xã hội; và sự điều chỉnh hoạt động cá nhân trên cơ sở ý thức xã hội này là phương pháp chắc chắn duy nhất để tái tạo xã hội".
Ngoài những ý tưởng của mình về giáo dục là gì và nó phải có tác dụng gì đối với xã hội, Dewey cũng có những quan niệm cụ thể về cách giáo dục nên diễn ra trong lớp học. Trong Đứa trẻ và Chương trình giảng dạy (1902), Dewey thảo luận về hai trường phái tư tưởng mâu thuẫn lớn liên quan đến phương pháp sư phạm giáo dục. Đầu tiên là tập trung vào chương trình giảng dạy và gần như chỉ tập trung vào chủ đề sẽ được giảng dạy. Dewey cho rằng lỗ hổng chính trong phương pháp luận này là học sinh không hoạt động; trong khuôn khổ cụ thể này, "đứa trẻ chỉ đơn giản là một sinh thể chưa trưởng thành sẽ được trưởng thành; nó là sinh vật bề ngoài cần được đào sâu" (1902, trang 13). Ông lập luận rằng để giáo dục có hiệu quả nhất, nội dung phải được trình bày theo cách cho phép học sinh liên hệ thông tin với kinh nghiệm trước đó, do đó làm sâu sắc thêm mối liên hệ với kiến thức mới này.
Đồng thời, Dewey cũng cảm thấy lo lắng trước sự thái quá "lấy trẻ em làm trung tâm" của các nhà sư phạm giáo dục - những người tự nhận mình là tín đồ của mình, và ông cho rằng việc phụ thuộc quá nhiều vào đứa trẻ có thể gây bất lợi không kém cho quá trình học tập. Trong trường phái tư tưởng thứ hai này, "chúng ta phải đứng về phía đứa trẻ và sự rời xa của chúng ta với đứa trẻ. Chính nó chứ không phải chủ thể quyết định cả chất lượng và số lượng học tập" (Dewey, 1902, trang 13–14 ). Theo Dewey, lỗ hổng tiềm ẩn trong lối suy nghĩ này là nó giảm thiểu tầm quan trọng của nội dung cũng như vai trò của giáo viên.
Để khắc phục tình trạng khó xử này, Dewey đã ủng hộ một cấu trúc giáo dục nhằm cân bằng giữa việc cung cấp kiến thức trong khi cũng tính đến lợi ích và trải nghiệm của học sinh. Ông lưu ý rằng "đứa trẻ và chương trình học chỉ đơn giản là hai giới hạn xác định một quá trình duy nhất. Cũng giống như hai điểm xác định một đường thẳng, vì vậy quan điểm hiện tại của đứa trẻ và các dữ kiện và sự thật của các nghiên cứu xác định hướng dẫn" (Dewey, 1902, trang 16).
Chính nhờ lý luận này mà Dewey đã trở thành một trong những người đề xướng nổi tiếng nhất về học tập thực hành hoặc giáo dục trải nghiệm, liên quan đến, nhưng không đồng nghĩa với học tập trải nghiệm. Ông lập luận rằng "nếu kiến thức đến từ những ấn tượng do các đối tượng tự nhiên tạo ra cho chúng ta, thì không thể có được kiến thức mà không sử dụng các đối tượng gây ấn tượng với tâm trí" (Dewey, 1916/2009, trang 217–18). Ý tưởng của Dewey tiếp tục ảnh hưởng đến nhiều mô hình và những người ủng hộ trải nghiệm có ảnh hưởng khác. Ví dụ, học tập dựa trên vấn đề (PBL), một phương pháp được sử dụng rộng rãi trong giáo dục ngày nay, kết hợp các ý tưởng của Dewey liên quan đến việc học tập thông qua tìm hiểu tích cực.
Dewey không chỉ tưởng tượng lại cách thức diễn ra quá trình học tập mà còn cả vai trò của giáo viên trong quá trình đó. Trong suốt lịch sử của trường học Hoa Kỳ, mục đích của giáo dục là đào tạo học sinh làm việc bằng cách cung cấp cho học sinh một bộ kỹ năng và thông tin hạn chế để làm một công việc cụ thể. Các công trình của John Dewey cung cấp những ví dụ đầy đủ nhất về cách mà quan điểm giáo dục nghề nghiệp hạn chế này đã được áp dụng cho cả hệ thống giáo dục công lập K – 12 và các trường đào tạo giáo viên, những người đã cố gắng nhanh chóng đào tạo ra những giáo viên thành thạo và thực tế với một số lượng hạn chế các kỹ năng hướng dẫn và kỷ luật cụ thể cần thiết để đáp ứng nhu cầu của người sử dụng lao động và nhu cầu của lực lượng lao động.